# Scorpiops jendeki
Espèce
Synonymes
- Scorpiops hardwickii jendeki Kovařík, 1994

Scorpiops jendeki est une espèce de scorpions de la famille des Scorpiopidae.

## Distribution
Cette espèce est endémique du Yunnan en Chine. Elle se rencontre dans les Gaoligongshan vers Baoshan.

## Description
La femelle holotype mesure 42,1 mm.
Le mâle décrit par Kovařík en 2000 mesure 32,2 mm. Scorpiops jendeki mesure de 30 à 42,1 mm.

## Systématique et taxinomie
Cette espèce a été décrite sous le protonyme Scorpiops hardwickii jendeki par Kovařík en 1994. Elle est élevée au rang d'espèce par Kovařík en 2000.

## Étymologie
Cette espèce est nommée en l'honneur d'Eduard Jendek.

## Publication originale
- Kovařík, 1994 : « Scorpiops irenae sp. n. from Nepal and Scorpiops hardwickei jendeki subsp. n. from Yunnan, China (Arachnida: Scorpionida: Vaejovidae). » Acta Societatis Zoologicae Bohemicae, vol. 58, no 1/2, p. 61-66 (texte intégral).